# Reniochalina rigida
Reniochalina rigida är en svampdjursart som först beskrevs av Carter 1883.  Reniochalina rigida ingår i släktet Reniochalina och familjen Axinellidae. Inga underarter finns listade i Catalogue of Life.